# Nesokia bunnii
Nesokia bunnii is een knaagdier uit het geslacht Nesokia dat voorkomt in de moerassen en draslanden van Zuid-Irak. Deze moerassen zijn tijdens het bewind van Saddam Hoessein grotendeels vernietigd, zodat het onduidelijk is of N. bunnii nog bestaat. Het is de grootste Muridae van Irak. Deze soort werd oorspronkelijk beschreven als de enige soort van een apart geslacht, Erythronesokia, maar later in Nesokia geplaatst.
De rug is lichtrood, de flanken oranje of geelbruin en de onderkant wit. De voeten zijn donker. De staart is zwart, maar er zitten wat korte, witte haren op. De vacht is hard. Dit dier is groter, heeft een langere en behaardere staart en een rodere rug dan N. indica, zijn nauwste verwant. De kop-romplengte bedraagt 250 mm, de staartlengte 205 mm.
Het is een zeer zeldzaam dier, dat alleen tijdens overstromingen gezien wordt. Dan zwemt hij naar de oever en klimt in palmbomen, waarvan hij delen eet.
Nesokia bunnii · Kortstaartmolrat (Nesokia indica) · Nesokia panchkulaensis†